# August Kirch

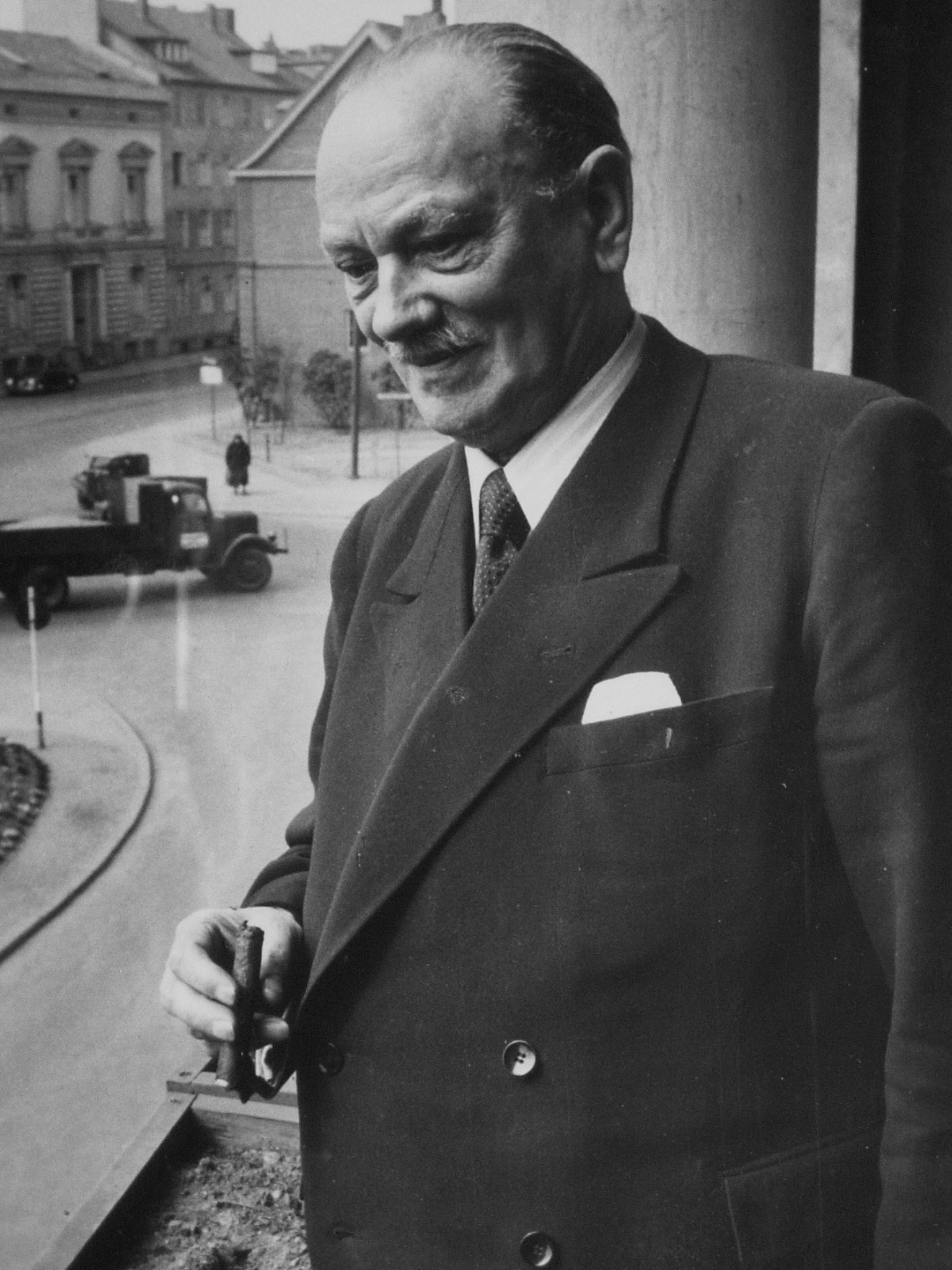
August Kirch (vermutlich um 1950)

August Kirch (* 25. November 1879 in Ottensen-Neumühlen; † 16. November 1959 in Hamburg-Altona) war ein sozialdemokratischer Politiker, der während des Kaiserreichs vielfältige Funktionen innerhalb der Organisationen der Arbeiterbewegung ausübte, von 1918 bis 1933 Senator der selbständigen Stadt Altona/Elbe und von 1945 bis 1954 Orts- bzw. Bezirksamtsleiter seines 1889 nach Altona und 1938 nach Hamburg eingemeindeten Geburtsortes war. Als für Kultur und Bildung zuständiger Senator in den Magistraten unter Bernhard Schnackenburg und Max Brauer hat er insbesondere den Ausbau der Arbeiterbildung und ein breites Bühnenangebot in der 230.000 Einwohner (1928) zählenden Industriestadt vorangetrieben.

## Biographie

### Kindheit und früher beruflicher Werdegang
August Kirch entstammte einer kinderreichen Zigarrenarbeiterfamilie; als Schüler übernahm er im elterlichen Haus die Rolle des Vorlesers bei der Heimarbeit. Dadurch kam er trotz der Restriktionen des Sozialistengesetzes schon früh mit den Schriften der Arbeiterbewegung in Berührung. Er erlernte den Beruf des Schriftsetzers, trat während der Lehre in die Gewerkschaft ein und wanderte als Geselle anschließend durch Mitteleuropa, ehe er nach Norddeutschland zurückkehrte. Der SPD trat er am 6. März 1898 bei; später fungierte er als Vorsitzender des Arbeiter-Bildungsvereins für Hamburg und Altona. Im Jahr 1899 wurde Kirch eines der ersten Mitglieder der hamburgischen Produktionsgenossenschaft (Mitgliedsnummer 9). 1907 nahm er eine Stelle als Geschäftsleitungssekretär bei der sozialdemokratischen Auer Druck und Verlag GmbH an, die u. a. das Hamburger Echo herstellte. Diese Stellung hatte er bis 1919 inne. Von 1909 bis 1914 leitete er die Volksschauspiele in Hamburg, ab 1922 die Freie Volksbühne in Altona; in dieser Zeit entwickelte sich eine enge Freundschaft mit Leopold Jessner, dem Oberspielleiter des Thalia-Theaters. 1913 wurde August Kirch, der zu dieser Zeit in der Moortwiete (heute: Daimlerstraße) lebte und Vorsitzender der Altonaer SPD war, als einer von nur fünf SPDlern ins 35 Mitglieder umfassende Altonaer Stadtverordnetenkollegium gewählt. Zwar war Altona eine Arbeiterstadt, aber aufgrund des Ortsstatuts mit Dreiklassenwahlrecht dominierten Honoratioren und Bürgertum dieses Gremium.

### Politische Tätigkeit in der Weimarer Republik
Im Zuge der deutschen Revolution erfolgte im November 1918 die Berufung Kirchs zum kommissarischen Senator Altonas. Bei der Wahl am 28. Februar 1919 wurde er erneut Stadtverordneter; nach dem neuen Wahlrecht, das erstmals auch Frauen einschloss, erhielten Mehrheits- und Unabhängige Sozialdemokraten diesmal zusammen 63 % der Stimmen bzw. 42 der 66 Mandate.
Bei den Magistratswahlen am 28. September 1919 wurde er als Nachfolger des nach Rostock abgewanderten Ernst Heydemann zum besoldeten, d. h. hauptberuflichen Senator – dem zweitjüngsten im Magistrat unter Oberbürgermeister Bernhard Schnackenburg – gewählt; zuständig war er für Kultur und Erziehung, anfangs zudem für Soziales. Dieses Amt hatte Kirch auch unter Schnackenburgs Nachfolger, seinem Parteifreund Max Brauer, weiter inne und füllte es laut den Lebenserinnerungen des Stadtarchivars Paul Theodor Hoffmann mit „Mutterwitz, Schlagfertigkeit und freundliche[m] Wesen [sowie] gründliche[r] Sachkenntnis“ aus, wobei er …

„… sich besonders erfolgreich für alle kulturellen und volksbildnerischen Aufgaben einsetzte. Das Theater war ihm Herzensangelegenheit. Kirch war bestrebt, die Altonaer Städtische Bühne zu einem vorbildlichen Kulturtheater mit echten volksbildnerischen Zielen zu machen. Nachhaltig nahm er sich auch der Künstler an …“

Bei der Realisierung dieser Ziele kam ihm ab 1927 die Verbesserung der fiskalischen Situation aufgrund der Stadtvergrößerung nach dem Groß-Altona-Gesetz zugute, die dem Magistrat eine erhebliche Ausweitung kommunaler Dienstleistungen und Angebote ermöglichte.
Die Ehepaare Kirch und Brauer waren auch privat eng befreundet; so hieß August Kirch bei Brauers Kindern meist „Onkel August“. Schon als Brauer das erste Mal bei der Ottensener SPD-Parteileitung vorsprach (1909), war Kirch verblüfft über „den jungen Dachs, … der gleich in den Vorstand [wollte]“. August Kirch blieb nach seiner Wiederwahl Ende 1931 bis zu seiner Amtsenthebung am Ende der Weimarer Republik Senator, war zeitweise auch für das Garten-, das Arbeits- und das Wohlfahrtsamt sowie von 1929 bis 1931 für die Polizei verantwortlich. Zudem kümmerte er sich bei kommunalen Bauprojekten seines Kollegen Gustav Oelsner wie dem 1927 eingeweihten Schwesternwohnheim des städtischen Krankenhauses an der Allee um soziale Aspekte des Vorhabens.
Um 1930 unterstützte er Brauers rigide Politik gegen wilde Ansiedlungen („Fischkistendörfer“) von sogenannten „Zigeunern“, die „die Stadt überschwemmen“ (Zitat Kirch) – tatsächlich überwiegend Wohlfahrtsempfänger und infolge der Weltwirtschaftskrise verarmte Familien, die sich auf Brachland in Osdorf und Flottbek ärmlichste Behausungen errichtet hatten. Diese Haltung des Magistrats wurde im Winter 1931/32 allerdings von einer städtischen Förderung des „Schlichtwohnungsbaues in Selbsthilfe“, beispielsweise in Osdorf und Lurup, abgelöst.

Daneben betätigte Kirch sich in einer Reihe von sozialen und Ehrenämtern, so im Vorstand des Altonaer Kinderkrankenhauses und ab 1929 als Mitglied im Kulturbeirat der NORAG. Für eine 1928 erschienene Monographie über Altona verfasste er das Kapitel „Das Bühnenwesen“. 1930 übernahm er die Kassenführung des Altonaer Künstlervereins.

### Karriereunterbrechung im „Dritten Reich“
Nach der nationalsozialistischen „Machtergreifung“, die in Altona in der Nacht vom 10. auf den 11. März 1933 vollzogen wurde, blieb auch Kirch nicht von Verfolgung verschont. Er war neben Max Brauer schon länger die Zielscheibe einer Kampagne, in der die NSDAP-Parteizeitung Hamburger Tageblatt ihm vorwarf, von dem Intendanten Max Ellen ab 1927 Geld – laut Ellen 8.000 RM, die Kirch 1931 aber zurückgegeben habe – und Geschenke angenommen und dafür das Altonaer Schillertheater mit hohen Zahlungen aus dem städtischen Haushalt subventioniert zu haben. Kirch war deswegen am 28. Februar 1933 bereits staatsanwaltlich vernommen worden und hatte zugegeben, er habe 4.000 RM davon an notleidende Künstler verteilt, konnte dies aber nicht vollständig nachweisen. Gegen ihn wurde ein Disziplinarverfahren eingeleitet, und der erst nach dem „Preußenschlag“ eingesetzte schleswig-holsteinische Regierungspräsident Wallroth (DNVP) enthob ihn am 1. März seines Amtes. Eine vom neuen Oberbürgermeister Emil Brix (NSDAP) eingerichtete Untersuchungskommission kam in einem Bericht vom 27. März zu dem Ergebnis, Kirch sei neben Brauer, Oelsner und Friedrich Schöning einer der Hauptverantwortlichen für das behauptete finanzielle Desaster der Altonaer Kommunalpolitik.
Später wurde er zu eineinhalb Jahren Zuchthaus verurteilt. Im August 1934 kam Kirch, vermutlich aufgrund der Amnestie nach Hindenburgs Tod, vorzeitig wieder frei. Anschließend hat August Kirch, der schon in seiner Kindheit eine „zarte Konstitution“ aufwies, anscheinend zurückgezogen in Altona gelebt. Dafür spricht auch Brauers rückblickende Andeutung, …

„Es ist heute noch … ein Wunder, daß August Kirch lebend durch diese Zeit hindurchkam. Wohl aber haben die gegen ihn geschleuderten Verleumdungen sein Leben durch viele Jahre hindurch verdüstert. … [Altona] zu verlassen, wäre für ihn eine Verbannung und eine Entwurzelung gewesen.“

1935 arbeitete Kirch dort in der Kohlenhandlung Willy Hilse und unterstützte einen Sozialdemokraten mit Geld (25 US-$) und Tipps (darunter eine Brüsseler Adresse Brauers), der in die Schweiz reisen wollte, um Kontakte zu dortigen Sozialisten aufzunehmen. Die von diesem wiederholt nach Deutschland eingeschmuggelten Schriften kamen „über Kirch zur Verteilung“. Bei einem Hochverratsprozess gegen 16 Mitglieder der Altonaer SPD im November 1935, den der 3. Strafsenat des Berliner Kammergerichts im Gebäude des Altonaer Sondergerichts verhandelte, stand Kirch nicht unter Anklage. Im August 1944 – vermutlich im Zusammenhang mit den massenhaften Festnahmen nach dem Attentat auf Hitler vom 20. Juli – wurde er noch einmal für 14 Tage inhaftiert; über die Umstände ist nichts Näheres bekannt.
Zwischen Brauer und Kirch hat es in diesen zwölf Jahren aber offenbar keinerlei brieflichen Kontakt gegeben.

### Rückkehr in die Kommunalpolitik ab 1945

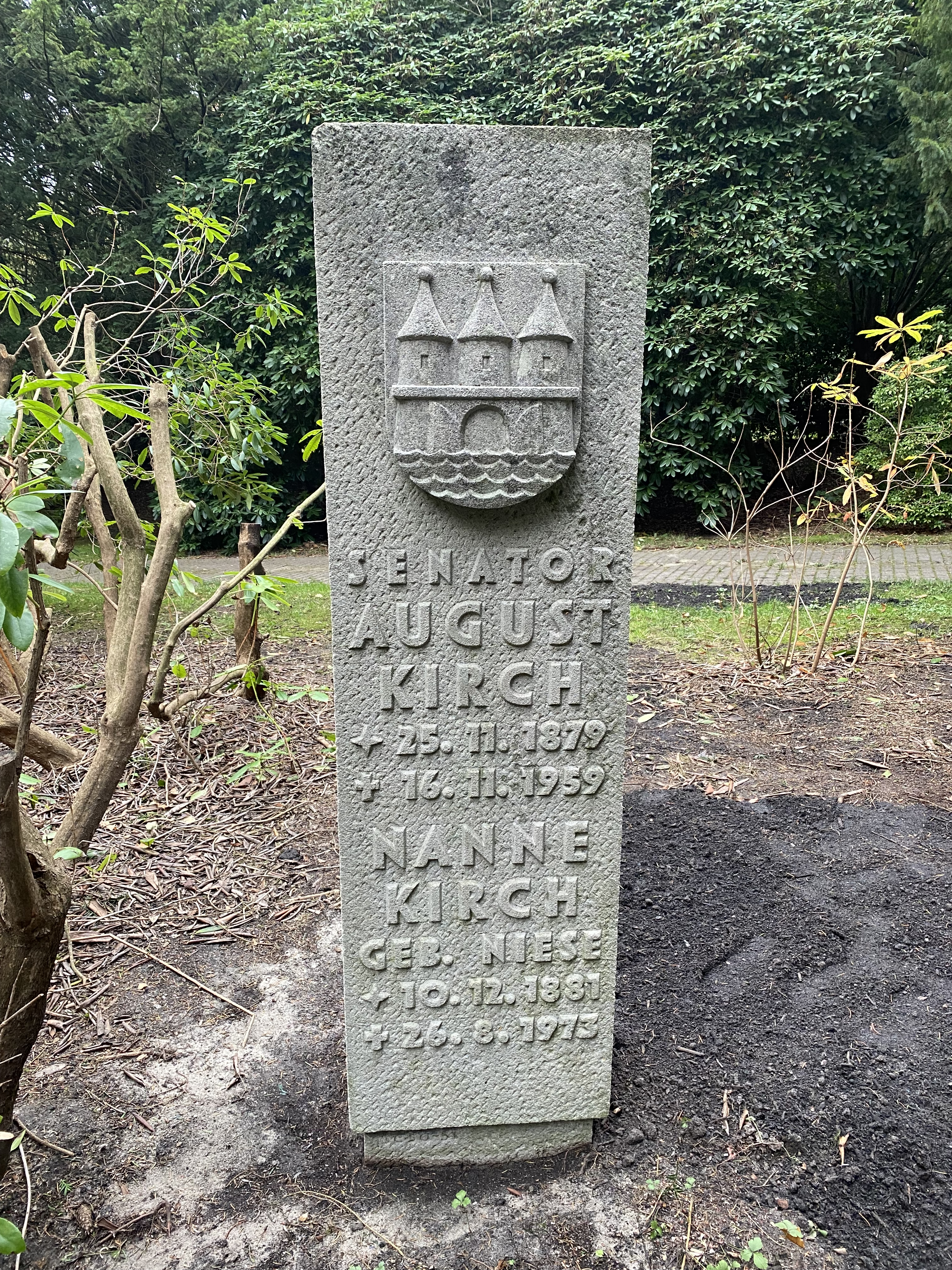
Grabstätte auf dem Friedhof Altona

Bald nach Kriegsende setzte ihn die britische Besatzungsmacht als Ortsamtsleiter, also als Kopf der kommunalen Verwaltung des inzwischen nach Hamburg eingemeindeten Altona ein. Parallel nahm er seine Tätigkeit in der SPD wieder auf; 1945 wurde er Mitglied einer Parteikommission unter Friedrich Frank, die die kommunalpolitische Arbeit in Hamburg koordinieren sollte. Über die Frage einer größeren Autonomie der Bezirke, insbesondere der bis zum Jahr 1938 selbstständigen Städte Altona, Harburg-Wilhelmsburg und Wandsbek, geriet er mit dem inzwischen nach Deutschland zurückgekehrten und 1946 zum Ersten Bürgermeister Hamburgs gewählten Max Brauer aneinander, dem gegenüber er beispielsweise im Sommer 1947 „die Notwendigkeit einer dezentralen Verwaltung“ unterstrich.
Im Jahr 1949 wurde er Bezirks(amts)leiter, bis 1950 kommissarisch, und blieb dies bis April 1954. In dieser Funktion schlug er um den Jahreswechsel 1949/50 vor, wenigstens Altonas Grenzen im Umfang von Anfang 1937 wiederherzustellen, also auch unter Einbeziehung von Eidelstedt und Stellingen; darin wurde er vom Bezirksausschuss – so hießen die Bezirksversammlungen anfangs – unterstützt. Mit diesem Anliegen scheiterte er jedoch im sog. Landesausschuss, in dem Vertreter aller neugeschaffenen Bezirke saßen, und auch von Brauer erntete er dafür erneut keine Unterstützung. Zum Schwerpunkt seiner Verwaltungstätigkeit wurde der Wiederaufbau der stark kriegszerstörten Stadt, insbesondere der Altonaer Altstadt, in der 60 % des Wohnungsbestandes den Bomben zum Opfer gefallen waren. Der Neu-Altona-Plan wurde dann allerdings erst unter Kirchs Nachfolger Walter Kunze in Angriff genommen.

Auch in dieser Zeit engagierte Kirch sich weiter im kulturellen Bereich. Als Leiter des hamburgischen Volkskulturbundes war er 1946 einer der Gründer des Union Verlags (ab 1949: Hammonia-Verlag) und blieb bis 1951 einer von dessen Gesellschaftern.
Wenige Tage vor seinem 80. Geburtstag starb August Kirch. Die Gedenkrede bei seiner Beisetzung auf dem Altonaer Hauptfriedhof am Volkspark hielt sein langjähriger politischer Weggefährte Max Brauer. 1974 wurde eine Straße im Stadtteil Bahrenfeld nach ihm benannt. Bereits seit 1954 existiert aus dem Legat einer in die USA emigrierten Altonaerin die Senator-Kirch-Stiftung, deren ausschließlicher Zweck es ist, „bedürftigen Kindern und alten Leuten im Bezirk Altona … Hilfe zu leisten“, und deren Vorstand sich bis in die Gegenwart aus vier (ehemaligen) Bezirkspolitikern und einem Mitglied der Familie Kirch – bis zu seinem Tod war dies August Kirch selbst – zusammensetzt.